# Dark Souls
Cet article concerne le jeu vidéo de 2011. Pour celui de 2014, voir Dark Souls II. Pour celui de 2016, voir Dark Souls III. Pour le film, voir Dark Souls (film).
Dark Souls (ダークソウル, Dāku Souru, littéralement « Âmes ténébreuses » ou « Âmes sombres ») est un jeu vidéo de type action-RPG développé par l'entreprise japonaise FromSoftware et édité par Namco Bandai pour l'édition NTSC-U/C et PAL. Cette œuvre sortie en septembre/octobre 2011 sur PlayStation 3 et Xbox 360 (hormis le Japon pour ce dernier) constitue le premier opus de la trilogie Dark Souls. Une version sur PC est sortie en août 2012 sous le nom de Dark Souls: Prepare to Die Edition. Une édition remastérisée, Dark Souls: Remastered, est sortie en 2018 sur Nintendo Switch, PlayStation 4, Xbox One et PC.
Le joueur incarne le Noble Mort-vivant (Chosen Undead), un humain maudit par la Marque Sombre le rendant mort-vivant, et évolue à Lordran dans un monde médiéval-fantastique à la troisième personne. Le jeu se concentre sur la maîtrise du gameplay et l'utilisation des compétences, armes, armures, magies et objets pour mener à bien les combats, en particulier contre les boss du jeu. Le level design pousse le joueur à explorer l'environnement. L'histoire se veut très cryptique, rythmée par de rares cinématiques, incitant le joueur à explorer le riche lore du jeu et favorisant l'imagination pour faire les liens dans ces bribes d'histoires, aboutissant à l'émergence de beaucoup de théories sur l'univers et l'histoire de Dark Souls.
Il s'agit du successeur spirituel de Demon's Souls. Une suite, Dark Souls II est sortie en mars 2014, suivie de Dark Souls III, sorti en avril 2016.
Dark Souls a été acclamé par la critique, et est considéré comme l'un des jeux vidéo les plus influents de sa génération, les critiques louant la profondeur des mécaniques de combat, la conception des niveaux et le développement de l’histoire laissant une grande part à l’interprétation. Le gameplay du jeu est réputé pour son exigence et le jeu est très populaire dans la communauté du speedrun.

## Trame

### Univers et personnages
L’univers de Dark Souls se veut cryptique, et ne se dévoile pas dans son ensemble de manière linéaire, c'est au joueur de la reconstituer à partir des informations glanées auprès des PNJ ou en lisant les descriptions des objets. L'histoire est empreinte de symbolique et aborde des thèmes universels : le pouvoir, la mort, la résurrection ou la folie. Cette narration laisse une grande part à l'interprétation favorisant l'imagination, créant pour le joueur une expérience unique et une histoire qui lui est propre.
Trois âges se distinguent dans la temporalité du jeu : l'Âge des anciens qui correspond au passé, l'Âge du Feu, période de déclin dans laquelle se déroule le jeu, et enfin l'Âge des Ténèbres qui est annoncé si l'Âge du Feu prend fin.
Il existe des centaines de créatures différentes dans le jeu, et parmi les personnages dotés d'intelligence, on distingue plusieurs types : les humains qui peuvent avoir la forme de mort-vivants ou encore de Carcasses, les Seigneurs (ou Dieux) qui dominent l'Âge du Feu, les géants, les sorcières, les démons, et des créatures mystérieuses appelées Serpents Primordiaux. Le joueur pourra croiser parmi eux, de nombreux personnages non-joueurs : aventuriers, marchands, forgerons... Certains ont une quête propre avec laquelle le joueur peut interférer en leur parlant à des moments-clés ou en les tuant.
Certains personnages (Artorias, Béatrice), monstres (roues squelettes) et objets (les Orbes fissurés permettant d'envahir les autres joueurs, l'épée de Gwen) font référence aux manga Berserk et JoJo's Bizarre Adventure (le chevalier Tarkus ou l'armure d'épines de Kirk). Mais plus que tout, la quasi-totalité des PNJ et de nombreux boss sont des reprises de ceux de Demon's Souls (le PNJ Patches est d'ailleurs présent dans les trois opus).

### Histoire

#### Prologue
Au commencement, il y avait l'Âge des Anciens, où les dragons éternels régnaient sans conteste dans un monde noyé sous un épais brouillard. La vie et la mort étaient alors des concepts qui n'existaient pas, le temps était figé,,.
Vint alors la Première Flamme, amenant la diversité : la lumière et les ténèbres, la vie et la mort, et les âmes qui sont la source de toute vie. Puis de nombreuses créatures surgirent des ténèbres, et certaines découvrirent les âmes des Seigneurs. Gwen s’empara de l'âme de la Lumière, la Sorcière d’Izalith de l'âme de la Vie et Nito, l'âme de la mort, ce qui les transforma en Seigneurs (Lords en anglais, l’équivalent de « dieux »). Et enfin, plus discret, le Pygmée furtif s'empara de l'âme des ténèbres (la Dark Soul en anglais, d'où le titre), et fournit l'Humanité aux Carcasses (Hollows en anglais).
Avec ces pouvoirs, les Seigneurs s’élevèrent contre les dragons. Gwen (ou Gwyn en anglais), le Seigneur de la Lumière, accompagné de Nito, le premier d'entre les morts, ainsi que la Sorcière d’Izalith et ses filles du Chaos, eux-mêmes aidés du dragon Seath l’écorché qui trahit ses congénères, décimèrent les dragons ancestraux et l'Âge du Feu commença.
Des siècles ou des millénaires passèrent et la Première Flamme s'estompait : c'était l’avènement de l'Âge des Ténèbres, l'âge des humains. Leur ancêtre, le Pygmée Furtif, les affubla de la Marque des Ténèbres (ou Marque Sombre) pour prolonger leur espérance de vie. Dotés de cette marque, les humains, au lieu de mourir, perdaient leur Humanité et se transformaient petit à petit en mort-vivants. Cependant le Pygmée n'avait pas prévu que les humains qui perdaient leur Humanité se décourageaient. Ceux qui perdaient tout espoir se transformaient alors en Carcasses, et sombraient dans la folie. La Marque des Ténèbres devint alors une malédiction.

#### Jeu principal

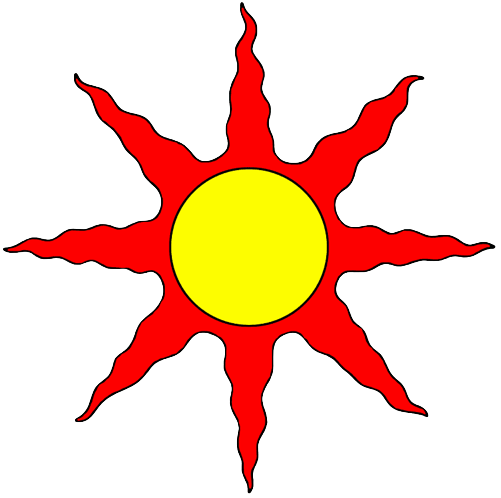
Le soleil de Solaire d'Astora, sans les détails au centre. Le personnage de Solaire est considéré comme « l'incarnation de la camaraderie désintéressée et de la générosité ». La quête secondaire pour sauver Solaire est reconnue comme étant l'une des plus uniques de l'histoire du RPG par GamesRadar+.

Le jeu commence alors que l'Âge du Feu arrive à sa fin et que le pouvoir du Feu s'affaiblit. Le joueur prend le contrôle d'un humain marqué de la Marque Sombre enfermé dans un asile avec d'autres êtres dans sa condition. Il s'évadera et sera amené à Lordran, la partie du monde où les Seigneurs du Feu s'étaient installés au début de leur règne, où il doit faire sonner les deux Cloches de l’Éveil, la première au sommet de la cathédrale de la Paroisse des Mort-vivants, la seconde dans le Hameau du Crépuscule dans un marais souterrain. Le son des deux cloches permet le réveil de Frampt, un des Serpents Primordiaux. Le serpent affirme que le destin du joueur est de se lier au Feu et de rejeter les Ténèbres pour mettre fin à la malédiction des morts-vivants. Pour parvenir à cet objectif, il envoie le joueur à Anor Londo, la capitale des Seigneurs désormais abandonnée, pour obtenir le Calice Royal. Dans la salle du trône, le joueur trouve Gwynevere, enfant de Gwen qui lui offre le Calice dans lequel il devra offrir les âmes des Seigneurs afin que le joueur puisse raviver le Feu et prendre la succession de Gwen.
Pendant sa quête, le joueur pourra rencontrer Kaathe, un autre Serpent Primordial, qui déclare lui révéler la vérité et lui apprend l'existence d'une quatrième âme de Seigneur, l'Âme Sombre (Dark Soul), dont l'ancêtre des humains et donc du joueur s'était emparé. Il révèle également que le Seigneur Gwen s'est sacrifié dans le Feu pour le raviver plutôt que de laisser place à l'Âge des Ténèbres, et donc des humains. Il lui suggère donc de ne pas se lier au Feu comme l’a fait Gwen, mais de le laisser mourir. Lors de son exploration, le joueur aura également la possibilité de découvrir que la lumière et la princesse Gwenevere d'Anor Londo ne sont qu'illusion, révélant la manipulation de Frampt.
Une fois les Seigneurs vaincus et leurs âmes collectées dans le Calice, le joueur est amené au Kiln de la Première Flamme où il retrouve Gwen et le combat. Le joueur a alors la possibilité de se lier au Feu, se sacrifiant pour perpétuer l'Âge du Feu, ou de quitter les lieux en vie, marquant le début de l'Âge des Ténèbres et l'avènement de l'humanité.

#### Artorias of the Abyss
Par le passé, Manus a tenté de plonger la ville d'Oolacile dans les Abysses, une version spécifique des Ténèbres. Le Chevalier Artorias, fidèle lieutenant de Gwen, a été choisi pour arrêter Manus mais il échoua et finit corrompu par Manus. En retrouvant le pendentif de Manus, un objet défiant les lois de l’espace et du temps, le joueur peut être ramené dans le passé par Manus, et tuer Artorias puis Manus, prévenant l'étendue de l'Abysse.

## Système de jeu
Dark Souls est un jeu de rôle/action à la troisième personne mêlant exploration et combat en temps réel. Le jeu prend place dans un monde qui devient peu à peu ouvert que le joueur est libre d'explorer à sa guise, l'accès à certaines régions étant bloqué au début du jeu et nécessitant l’accomplissement de certains tâches préalables.
Pour progresser, le joueur peut personnaliser son personnage (apparence, classe, physique) et son équipement grâce au large arsenal (épées à une main, à deux mains, masses, katanas, arcs, boucliers, magies et armures) qu'il peut trouver en explorant les niveaux ou en les achetant aux quelques marchands. Dans l'exploration, les Feux sont des points de repère servant de lieu de repos et de checkpoints, mais leur utilisation entraîne la réapparition de tous les ennemis vaincus de la zone (sauf les boss, les mini-boss et certains personnages particuliers). Le joueur peut également redevenir Humain aux Feux, un état lui permettant d'invoquer des personnages pouvant l'assister lors des combats de boss.
L'évolution du personnage se fait grâce aux « âmes » que le joueur va collecter en tuant les ennemis et boss du jeu. Les âmes servent à la fois de points d'expérience que le joueur peut utiliser pour développer une caractéristique particulière (points de vie, endurance, force, dextérité, intelligence, foi) et de monnaie auprès des marchands et forgerons. Si le personnage meurt, celui-ci revient au dernier Feu utilisé à l'état de Carcasse et a la possibilité de récupérer les âmes et points d'humanité en sa possession à sa mort s'il parvient à revenir à l'endroit où il a été tué ; en cas d'échec, elles sont perdues.
La mort dans le jeu fait partie d'une mécanique d'apprentissage prévue par les concepteurs du jeu, les échecs ou réussites du joueur visent à le pousser à se dépasser et d'apprendre de ses erreurs. Le jeu a pour but d'être le plus « juste » possible, et la mort découle en général d'une erreur du joueur.
Le mode de jeu en ligne permet au joueur, s'il est en état Humain, d'envahir ou d'être envahi par un autre joueur ou un personnage non-joueur qui cherche à tuer le joueur pour restaurer leur humanité, récolter des âmes ou atteindre un autre objectif selon leurs serments. Ce mode introduit également la possibilité de laisser des messages au sol, que ce soit un conseil, un avertissement ou un piège.
Le joueur est libre d'orienter ses relations avec les personnages non-joueurs. Il peut discuter avec eux, révélant leur histoire et permettant pour certains d'être invoqués par la suite, les ignorer ou les tuer, récupérant ainsi une partie de leur équipement et dans certains cas, changeant l'histoire d'autres personnages. Ces personnages s'ajoutent à l'intrigue du jeu mais ne sont pas essentiels. Si le joueur choisit de s'engager avec eux, certains de ces personnages peuvent aider le joueur en pouvant être invoqué pour certains combats de boss lorsque le personnage du joueur est sous forme humaine.
Dark Souls propose un mode New Game Plus. Le premier rejeu (possible après avoir terminé le jeu) est nommé « NG+ », avec les rejeux suivants nommés « NG++ » et jusqu'à « NG+7 ». À chaque rejeu, le joueur conserve les niveaux, les âmes et la plupart des objets obtenus au cours de la partie. À chaque nouveau jeu, le niveau des ennemis augmente, ils ont plus de vie, d'endurance et de forces, le New Game Plus représente alors un vrai défi et apporte de la rejouabilité au titre.

## Développement

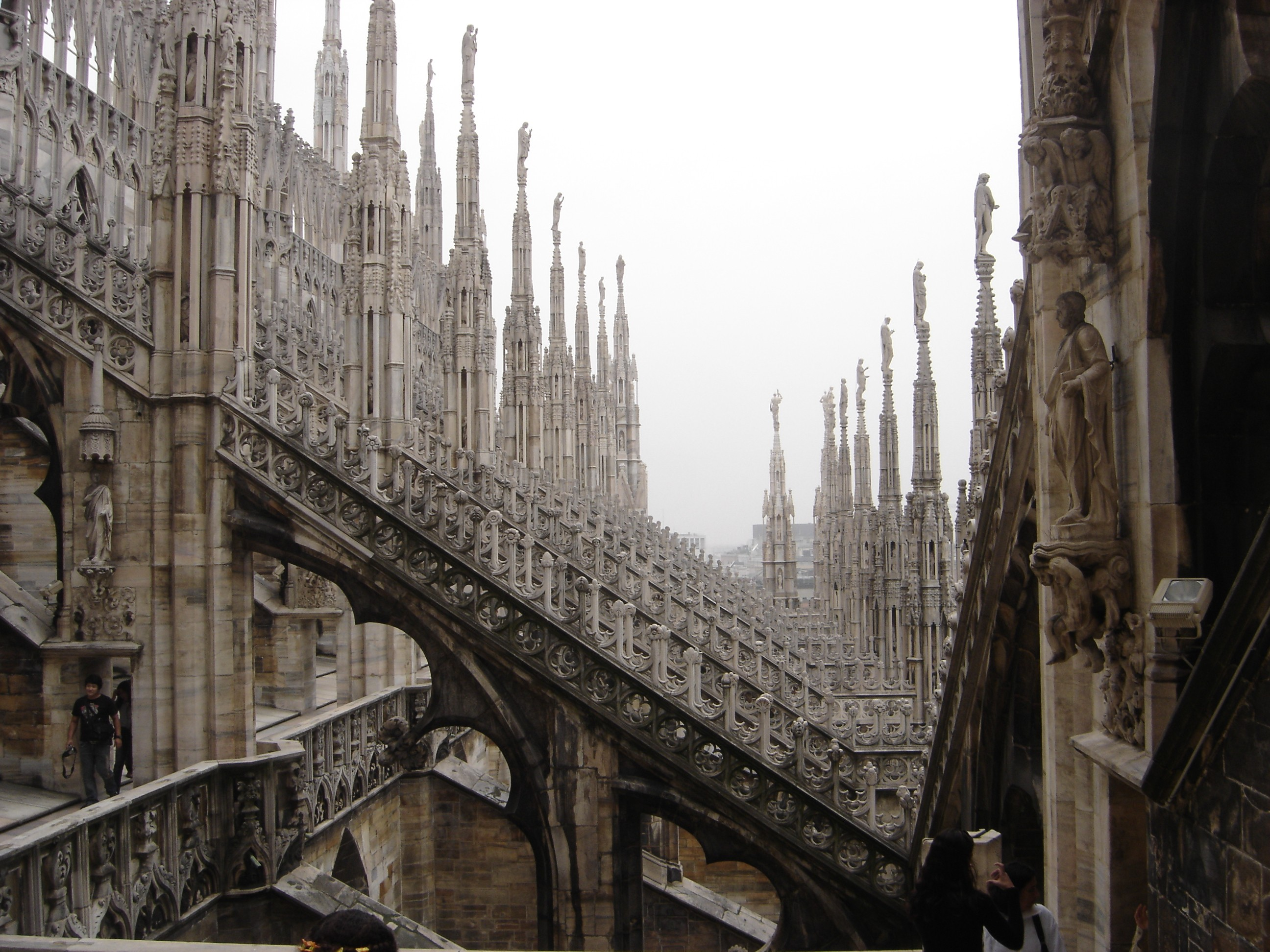
Arcs-boutants de la cathédrale de Milan

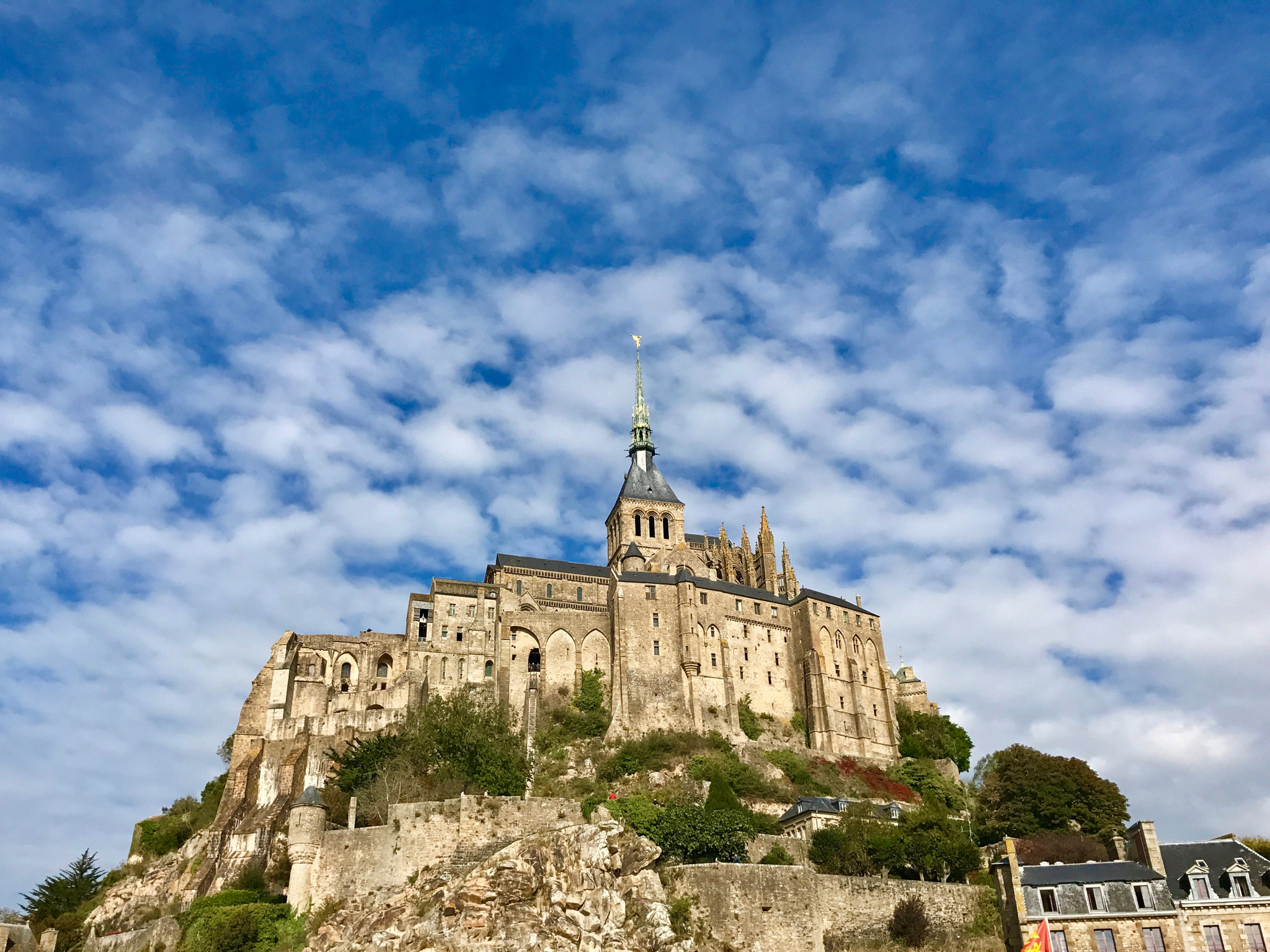
Mont Saint Michel, une inspiration de la cité hantée de la Nouvelle Londo.

Le projet est annoncé pour la première fois durant le salon du jeu vidéo Tokyo Game Show 2010 sous le titre Project Dark, mais il a ensuite été rebaptisé officiellement sous le nom de Dark Souls. La version PlayStation 3 japonaise a été annoncée et est donc sortie comme étant une exclusivité détenue par FromSoftware.
Dark Souls a été développé par FromSoftware, avec le créateur de la série Hidetaka Miyazaki en tant que producteur et réalisateur. Dark Souls est le successeur spirituel du jeu de la série Souls, Demon's Souls, (qui était, lui aussi, un successeur spirituel de la précédente série King's Field de FromSoftware). Cependant, Demon's Souls a été publié par Sony et Dark Souls par Bandai Namco ; ce transfert signifiait que les droits de propriété intellectuelle empêchaient FromSoftware de faire une suite,. Après deux ans de développement, Dark Souls est sorti avec ses nombreuses similitudes (telles que le gameplay, le multijoueur en ligne et la présentation de l'intrigue) et les différences (telles qu'un monde connecté et de nouveaux personnages dans un univers et un scénario distincts) de son prédécesseur.
Les personnages et le monde de Dark Souls contiennent de nombreux parallèles philosophiques et folkloriques entre la mythologie grecque,, la mythologie japonaise, l'existentialisme français et le travail de philosophes proto-existentialistes comme Friedrich Nietzsche.
Le directeur du jeu, Hidetaka Miyazaki, a déclaré que le jeu s'inspire directement d’autres œuvres de fantasy et de dark fantasy, en particulier de la série de mangas Berserk,.

Certains éléments des Souls sont inspirés par des lieux réels, notamment en Europe. Dans une interview, les développeurs affirment s'être inspirés du dôme de Milan et du Château de Chambord pour concevoir Anor Londo, ou encore du Mont Saint-Michel pour construire les ruines de la Nouvelle Londo,,,. 

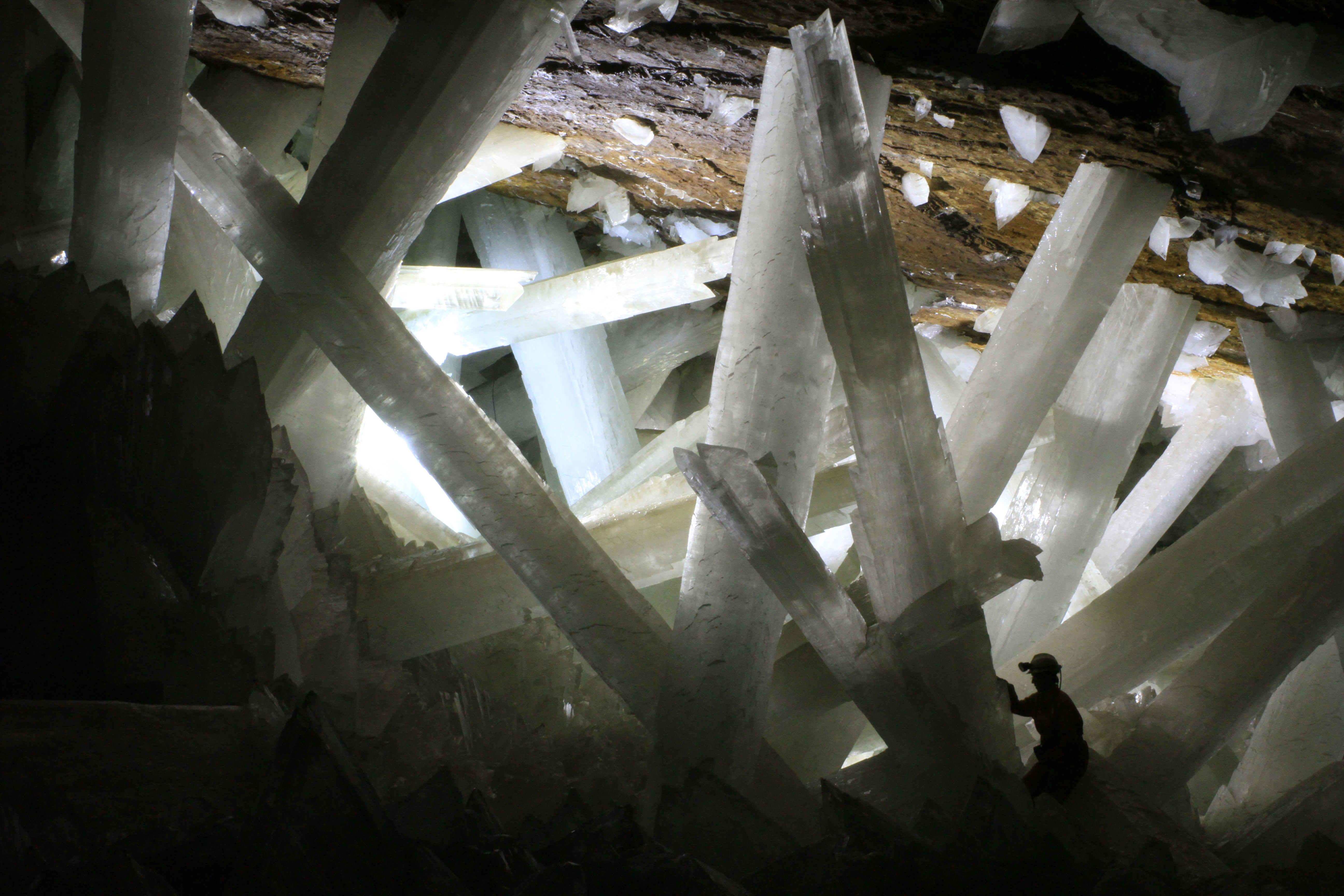
La grotte des Cristaux, dans l'État de Chihuahua au Mexique, inspiration de la caverne de cristal.

Autre lieu emblématique de Dark Souls, la cité perdue d'Izalith, est inspirée du plus grand des temples du complexe géant d'Angkor au Cambodge. Nommé Angkor Vat, il est un véritable symbole de l'architecture khmère. Ce qui le caractérise, et c'est d'ailleurs en partie ce qu'on retrouve dans le jeu, ce sont les arbres du temple de Ta Prohm.
Après la sortie réussie du jeu pour PlayStation 3 et Xbox 360, de nombreux joueurs ont exprimé leur souhait d’avoir une version PC. L'administrateur de l'éditeur international Namco Bandai Games, Tony Shoupinou, leur répond sur leur page web qu'une version PC était possible. En 2012, des fans ont lancé une pétition pour obtenir une édition de Dark Souls sur PC, avec plus de 93 000 personnes la signant. Une version PC du jeu a été confirmée en avril 2012 via le magazine allemand PC Action. Au cours du processus de développement, FromSoftware rencontre des difficultés avec le portage sur PC en raison de leur inexpérience sur la plate-forme, et se concentrait sur le nouveau contenu plutôt que sur l'optimisation.
Dark Souls : Prepare To Die Edition sort en août 2012 pour PC et propose de nouveaux contenus, y compris des boss, des ennemis, de l'équipement et des PNJ. Le nouveau contenu, Artorias of the Abyss, sort sur consoles en octobre 2012 sous forme de contenu téléchargeable (DLC). La version PC de cette édition utilise Games for Windows Live pour le jeu en ligne et pour ses DRM, s’attirant les foudres des fans.
En raison des limitations techniques de la version PC, jugées absurde sur des plateformes performantes, le mod nommé DSFix est développé pour contourner les limitations du jeu, est mis en ligne peu de temps après sa sortie. DSFix est ensuite devenu un patch non officiel créé par des fans qui permet des améliorations graphiques, augmentant le plafond à 60 images par seconde, et permettant l'installation de mods de texture personnalisés. Le jeu n'a jamais eu de patch officiel pour repousser ces limitations, jusqu'à la sortie de l'édition remastérisée Dark Souls: Remastered, qui corrige ces limitations techniques.

## Audio

### Doublage (distribution)
Sauf indication contraire, les informations mentionnées dans cette section peuvent être confirmées par la base de données cinématographiques IMDb,  présente dans la section « Liens externes ».
- Adam Sopp : Rickert de Vinheim / Vince de Thorolund
- Andy Gathergood : Laurentius du Grand-Marais / Marchand découragé
- Blake Ritson : Griggs de Vinheim
- Charlie Cameron : Reah de Thorolund / Fille du Chaos / Sieglinde de Catarina
- Clare Corbett : Marchande mort-vivante / Gwenevere / Priscilla la Métissée
- Daniel Roberts : chevalier Lautrec de Carim
- Daniel Flynn : Solarius d'Astora / Vamos le Forgeron / Forgeron géant
- David Gant : Oswald de Carim
- Emma Pierson : Brunante d'Oolacile / Anastacia d'Astora
- Ève Karpf : Alvina du Jardin de Noiresouche
- Harry Lister Smith : Gwendoline
- Ian Thompson : Logan le Galurin
- Jenny Funnell : Chevalière de la Lune Noire / Quelaana d'Izalith
- Kuei Lin Hsu : Shivah du Levant
- Matthew Morgan : Guerrier découragé / Domhnall de Zena
- Miles Richardson : Siegmeyer de Catarina / Marchand mort-vivant
- Oliver Le Sueur : Oscar d'Astora
- Peter Marinker : Frampt le Cherche-Roi / Kaathe le Cherche-Ténèbres / Eingyi
- Pik Sen Lim : Narratrice
- Ryan Morris : Nico de Thorolund
- Sean Barrett : Andre d'Astora / Petrus de Thorolund
- William Vanderpuye : Pat la Hyène / chevalier Lautrec de Carim
- Freddi A'Brassard : Artorias de l'Abysse
- Hannah John-Kamen : Ciaran, la Lame du Seigneur
- Joanna Wake : Elizabeth
- Michael Carter : Gough l'Œil de Faucon
- William Houston : Chester le Magnifique

### Bande originale
L'ensemble de la bande originale est composée par l'artiste japonais Motoi Sakuraba,.
| 1.  | Prologue                        | 3:45 |
| 2.  | Firelink Shrine                 | 2:57 |
| 3.  | Taurus Demon                    | 2:40 |
| 4.  | Bell Gargoyle                   | 3:26 |
| 5.  | Pinwheel                        | 2:17 |
| 6.  | Gaping Dragon                   | 2:58 |
| 7.  | Chaos Witch Quelaag             | 2:39 |
| 8.  | Daughters of Chaos              | 2:55 |
| 9.  | Iron Golem                      | 2:51 |
| 10. | Ornstein & Smough               | 2:50 |
| 11. | Gwynevere, Princess of Sunlight | 2:47 |
| 12. | Great Grey Wolf Sif             | 3:22 |
| 13. | Ceaseless Discharge             | 3:03 |
| 14. | Centipede Demon                 | 3:01 |
| 15. | Four Kings                      | 2:44 |
| 16. | Seath the Scaleless             | 3:00 |
| 17. | Gravelord Nito                  | 3:10 |
| 18. | Bed of Chaos                    | 3:41 |
| 19. | The Ancient Dragon              | 3:19 |
| 20. | Crossbreed Priscilla            | 3:05 |
| 21. | Dark Sun Gwyndolin              | 2:54 |
| 22. | Gwyn, Lord of Cinder            | 3:38 |
| 23. | Nameless Song                   | 6:39 |
| 24. | Sanctuary Guardian              | 3:03 |
| 25. | Knight Artorias                 | 4:01 |
| 26. | Battle of Stoicism              | 3:11 |
| 27. | Manus, Father of the Abyss      | 3:52 |
| 28. | Kalameet                        | 4:02 |
| 29. | Dark Souls (Bonus)              | 2:40 |
| 30. | Gwyn's Faithful Knights (Bonus) | 5:49 |
| 31. | Overture (Bonus)                | 2:30 |
| 32. | A Moment's Peace (Bonus)        | 5:33 |
| 33. | The Dark Lord (Bonus)           | 5:00 |

## Accueil
Dark Souls est sorti en septembre/octobre 2011 sur PlayStation 3 et Xbox 360 (hormis le Japon pour ce dernier) et en août 2012 sur PC. Une édition remastérisée, Dark Souls: Remastered est sortie en 2018 sur Nintendo Switch, PlayStation 4, Xbox One et PC.

### Critique

#### Jeu
Dark Souls reçoit des critiques majoritairement positives de la presse spécialisée notamment pour son ambiance dark fantasy, et son gameplay exigeant.
Sur le site web américain IGN, le jeu a obtenu une note de 9 sur 10 en raison de son bestiaire variant entre les créatures dégoûtantes, terrifiantes, majestueuses et désespérément magnifiques, de son level design « incomparable », de sa durée de vie moyenne de 60 heures et de son gameplay exigeant.
Le jeu est apposé parmi les « indispensables Gameblog » dans le site français éponyme. Le rédacteur a écrit dans son résumé que « Dark Souls est un bijou d'une noirceur sublime », jugeant bien sûr la difficulté comme étant « cruel[le], plus encore que [celle de] son aîné avec qui il partage presque tout, Dark Souls possède une ambiance comme nulle autre, où le joueur, proie, joue sa vie à chaque pas, sa santé mentale à chaque fois qu'il essaye de progresser face à des maléfices qui le balaient d'un tranchant d'épée» et apparentant ce titre à une véritable drogue. Jeuxvideo.com lui a attribué une note générale de 18 sur 20, le trouvant « exigeant, dur, impitoyable » et « terriblement frustrant pour le commun des mortels habitués au casual gaming et aux succès faciles. »

#### Version PC
En septembre 2012 GameSpy, qualifie le portage du jeu sur PC de « minable ». En cause, notamment : la limite du jeu de 30 images par seconde, la maniabilité à la souris et au clavier médiocres et la résolution non réglable. Cependant, la qualité du jeu en lui-même est saluée, donnant au jeu une critique globalement positive. Eurogamer commente également la qualité du port, déclarant : « Dark Souls: Prepare to Die Edition ne vient pas avec les options techniques que vous attendez d'un jeu PC bien conçu, car c'est un port d'un jeu de console, et c'est tout ce que FromSoftware a promis de sortir. »

### Ventes
En matière de ventes, Dark Souls s'est écoulé à plus de 280 000 exemplaires durant sa semaine de lancement, occupant ainsi la première place des classements sur la période du 19 au 25 septembre 2011 au Japon. En avril 2013, le directeur exécutif de From Software annonce un chiffre de vente de plus de 2 300 000 exemplaires. En mai 2019, From Software annonce que l'ensemble de la série s'est écoulé à plus de 27 000 000 d'exemplaires.

## Postérité

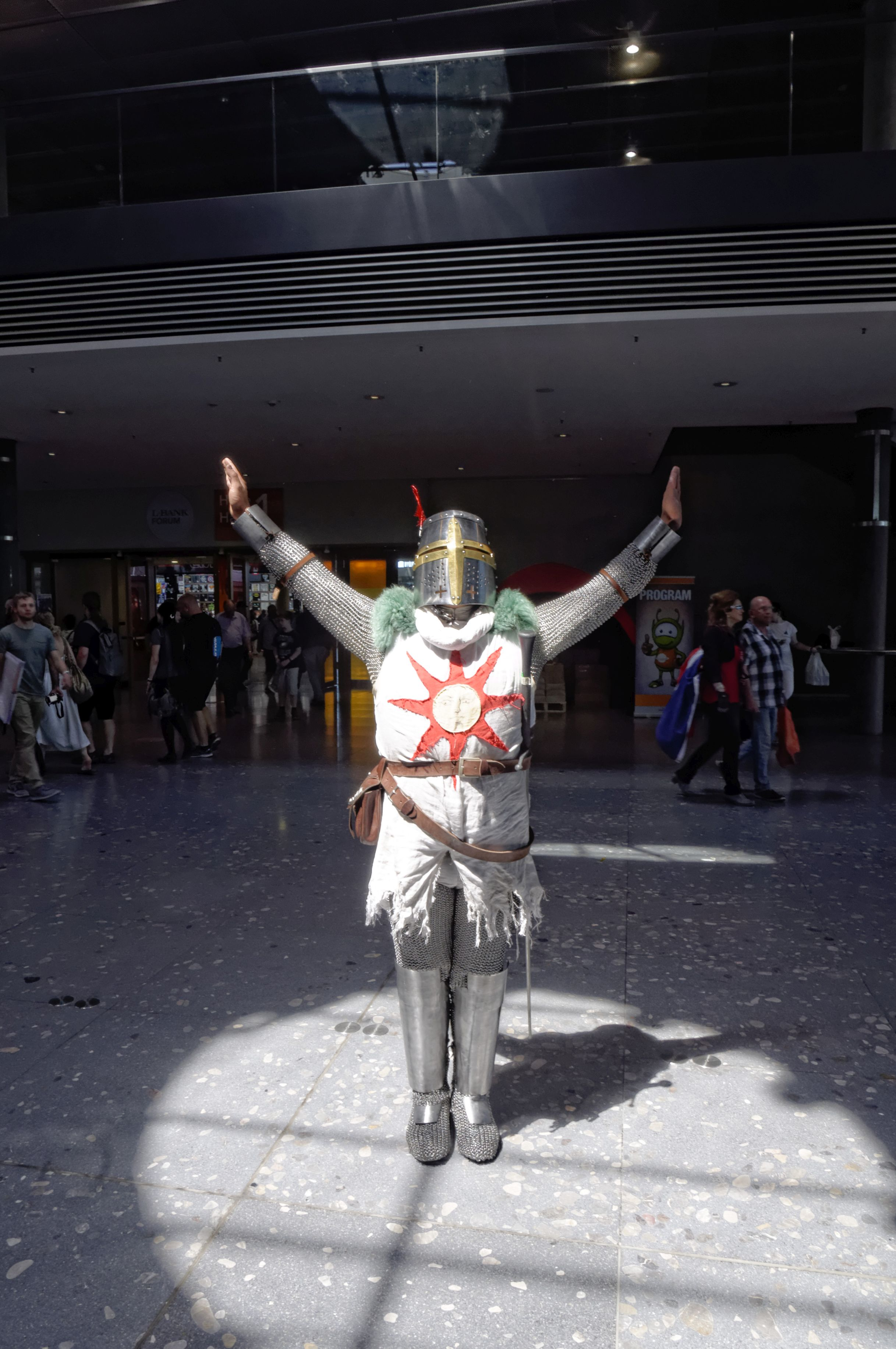
Un cosplayer en Solaire d'Astora accomplissant un Praise the Sun. Cette gestuelle est devenue iconique et se retrouve dans les trois Dark Souls,.

### Influence
Dark Souls est considéré comme l’un des jeux vidéo les plus influents de sa génération. En 2019 GameSpot l'a nommé l'un des jeux les plus influents du XXIe siècle. Il est également considéré comme l’un des meilleurs jeux vidéo,,,.
Dans la mesure où le jeu offre une grande liberté de choix de parcours et une grande variété de compositions de personnage, ainsi que son « aura » de jeu « difficile », Dark Souls est devenu populaire dans l'univers du speedrun, style de jeu dans lequel le joueur tente de terminer le jeu le plus rapidement possible en se fixant divers objectifs.
Dark Souls a notamment inspiré : Destiny, Alienation, Lords of the Fallen, Salt and Sanctuary, Shovel Knight,, Titan Souls,, Enter the Gungeon, Nioh, God of War,, Journey et ZombiU, ainsi que les caractéristiques de la PlayStation 4. Dark Souls a également été cité comme source d'inspiration pour la série télévisée Stranger Things.
La série des Souls a créé la notion de Souls-like : des jeux qui suivent les principes généraux des Souls, en particulier l'exploration, le système de combat exigeant, le système de point de contrôle ou encore le système d'expérience. Le studio The Astronauts, qui développe Witchfire, caractérise le genre par le respect de quatre points : une narration indirecte, une ambiance lugubre, des musiques pour les combats de boss et un gameplay fondé sur la maîtrise des mécaniques de combat et la connaissance des ennemis,. Parmi les jeux parfois considérés comme des Souls-like, on trouve par exemple Blasphemous, Nioh, The Surge, Salt and Sanctuary, Lords of the Fallen, Code Vein, ou encore Hollow Knight,,.

### Suites
À la suite de son succès, Dark Souls a connu deux suites : Dark Souls II et Dark Souls III.
Le jeu est rendu rétrocompatible sur Xbox One. En 2016, pour les précommandes de Dark Souls III sur cette plate-forme, un code de téléchargement pour ce Dark Souls rétrocompatible est offert.
Le jeu Bloodborne, développé par FromSoftware en parallèle de Dark Souls II et sorti en 2015, est profondément lié aux Souls, que ce soit sur le plan du gameplay exigeant, de l'ambiance ou de la narration cryptique, si bien que le terme Soulsborne est parfois employé pour désigner l'ensemble des jeux Souls et Bloodborne,. Sekiro: Shadows Die Twice, sorti en 2019, s'en rapproche également, malgré un cadre situé dans un Japon médiéval-fantastique durant l'époque Sengoku et un gameplay centré davantage sur l'infiltration. Elden Ring, jeu de FromSoftware issu de la collaboration entre Hidetaka Miyazaki et l'écrivain George R. R. Martin, est quant à lui décrit par son créateur comme une évolution de Dark Souls.

### Dark Souls: Remastered
Dark Souls: Remastered est une édition remastérisée du jeu sortie le 25 mai 2018 sur PlayStation 4, Xbox One et PC, puis le 19 octobre 2018 sur Nintendo Switch,,. Cette version est réalisée par le studio polonais QLOC.
Elle compte des améliorations techniques (framerate à 60 images par seconde, image en résolution 4K pour les versions PlayStation 4 Pro, Xbox One X et PC) et des changements pour le mode multi-joueur, avec des serveurs dédiés, un nombre maximum de joueurs augmenté de 4 à 6 et la reprise du système de mise en ligne par mot de passe de Dark Souls III,,, ainsi que quelques retouches mineures dans le gameplay.
Dark Souls: Remastered a été plutôt bien reçu par la critique,,,, qui apprécie le travail sur le rendu visuel et les performances, mais déplore l’absence d'un système anti-triche dans le mode en ligne, et le prix de la version PC, qui a peu bénéficié du remaster au regard de la disponibilité de mods créés par la communauté.
La sortie du jeu fut suivie du retrait de l'édition originale de toutes les plateformes de vente, ce qui suscite le mécontentement des utilisateurs, et également le risque que le jeu original soit perdu à l'instar de nombreuses autres œuvres,.

### E-sport et records
Jeu particulièrement exigeant et long, Dark Souls et ses suites ont inspiré de nombreuses tentatives de speedrun, certaines exigeant un engagement d'une quinzaine d'heures de jeu d'affilée. Les joueurs qui s'y essaient varient leurs objectifs : certains ne cherchent qu'à finir le jeu le plus vite possible, d'autres visent de ne pas mourir une seule fois, voire de n'encaisser aucun dégât, tandis que d'autres encore enchaînent un speedrun de Dark Souls avec un speedrun d'une de ses suites.